# Anacamptomyia bisetosa
Anacamptomyia bisetosa är en tvåvingeart som först beskrevs av Roubaud och Villeneuve 1914.  Anacamptomyia bisetosa ingår i släktet Anacamptomyia och familjen parasitflugor. Inga underarter finns listade i Catalogue of Life.